# 加里·普拉多
加里·普拉多·萨尔蒙（西班牙語：Gary Prado Salmón，1938年11月15日—2023年5月6日），是玻利维亚的军官、外交官，曾经俘虏了切·格瓦拉。之后陆续担任计划与协调部长、玻利维亚驻墨西哥大使、玻利维亚驻英国伦敦大使。

## 作品
- 《Como capturé al Che》(1987年)
- 《The Defeat of Che Guevara: Military Response to Guerrilla Challenge in Bolivia》(1990年)